# جوليس شوفالييه
جوليس شوفالييه (بالفرنسية: Jules Chevalier)‏ هو كاهن كاثوليكي فرنسي، ولد في 15 مارس 1824 في Richelieu, Indre-et-Loire ‏ في فرنسا، وتوفي في 21 أكتوبر 1907 في إيسودون في فرنسا.

## وصلات خارجية
- جوليس شوفالييه على موقع الموسوعة البريطانية (الإنجليزية)